# القرن الذهبي

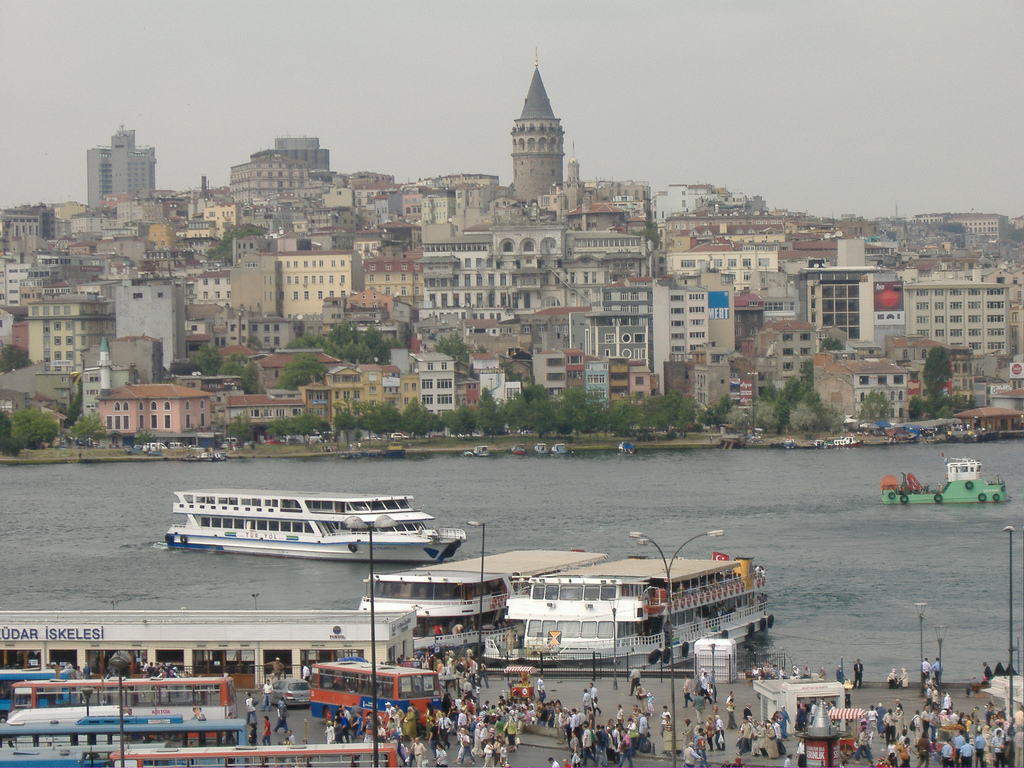
القرن الذهبي

القرن الذهبي عباره عن شبه جزيرة في أسطنبول الأوروبيَّة وتقع فيها قصر الباب العالي ومسجد السلطان أحمد وأيا صوفيا. يقسّم هذا المصبّ على هيئة قرن إسطنبول الأوروبية
وهو إحدى أفضل الموانئ الطبيعية في العالم، كان في السابق مركز للقوات البحرية البيزنطية والعثمانية ومصالح الشحن التجارية.

## سبب التسمية
سُمِّيَ بـِ«القرن» للإشارة إلى الشكل العام للمدخل، وأهمية تسميته بـ«الذهبي» هي أكثر غموضًا، لدى المؤرخين ويعتقد أنها إشارة إما إلى ثروات جلبت إلى المدينة من خلال الميناء التاريخي، أو لتفسيرات فنية رومانسية من الضوء الأصفر على مياه المصب كلما غربت الشمس على المدينة.
أو ترجع تسميته وفقاً للأسطورة اليونانية ميغارا، الملك بيزاس أعطى الاسم إلى القرن الذهبي.
للقرن أسماء يونانية والإنجليزية تعني الشيء نفسه، في حين أن الاسم التركي لها، حليش، يعني ببساطة «المصب»، ومشتق من كلمة عربية الخليج، ومعنى «الخليج».
وقد شهد القرن الذهبي العديد من الحوادث التاريخية المضطربة.

## الأماكن الموجودة في القرن الذهبي
في الوقت الحاضر، في القرن الذهبي أربعة جسور بالانتقال من المنبع إلى المصب (أي الشمال الغربي إلى الجنوب الشرقي)، وهذه هي على النحو التالي:
1-  جسر مترو حليش، الذي أنجز في عام 1974، الذي يربط بين أحياء Sütlüce و Defterdar .
2-  جسر غلطة  استخدم لربط أحياء المصب كراكوي وايمينونو.
3-  جسر أتاتورك الذي أنجز في عام 1940، الذي يربطKasımpaşa و Unkapanı .
4- هو جسر  القرن الذهبي، الذي أنجز في عام 2014،

## معرض الصور

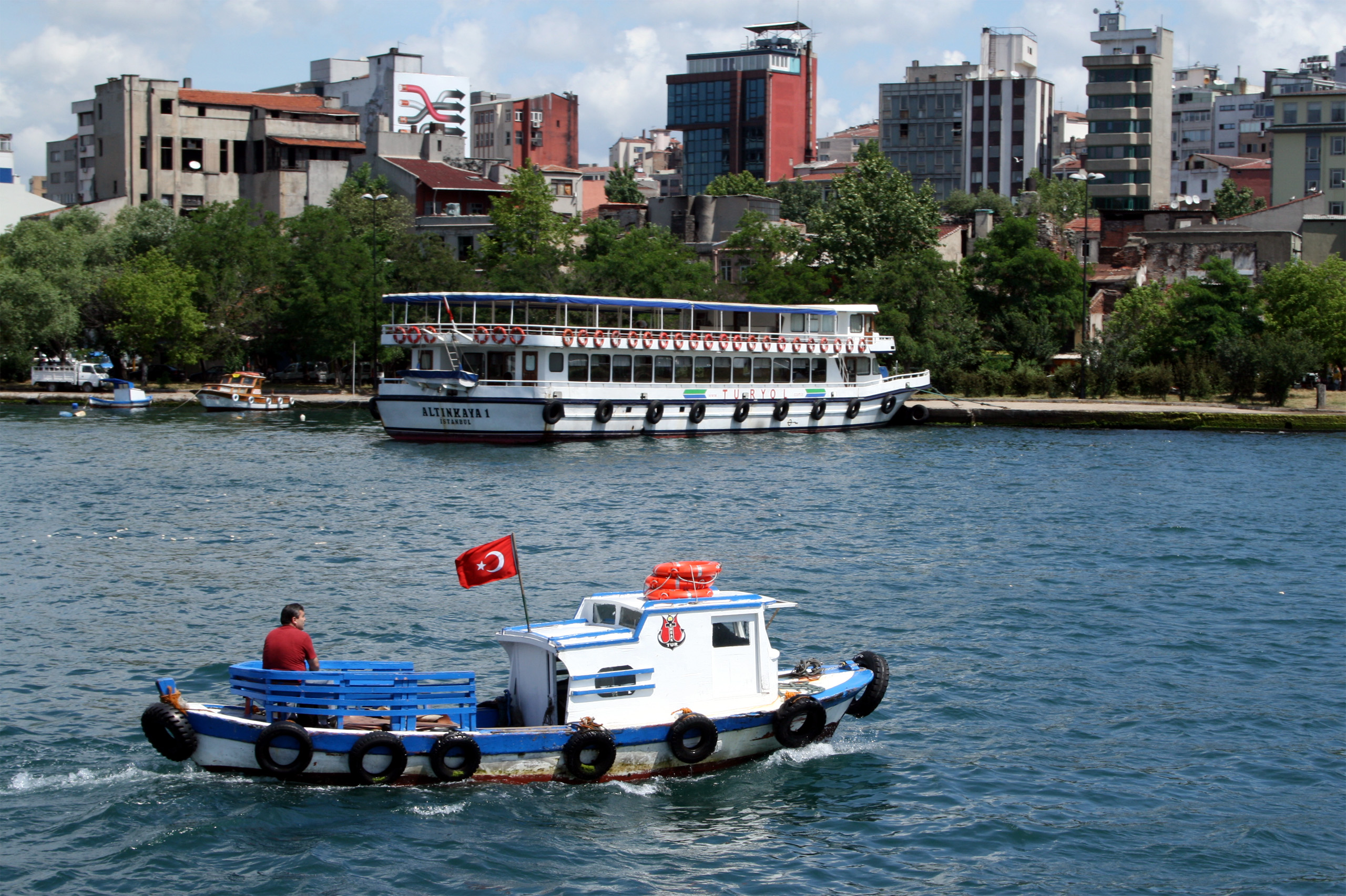
القرن الذهبي
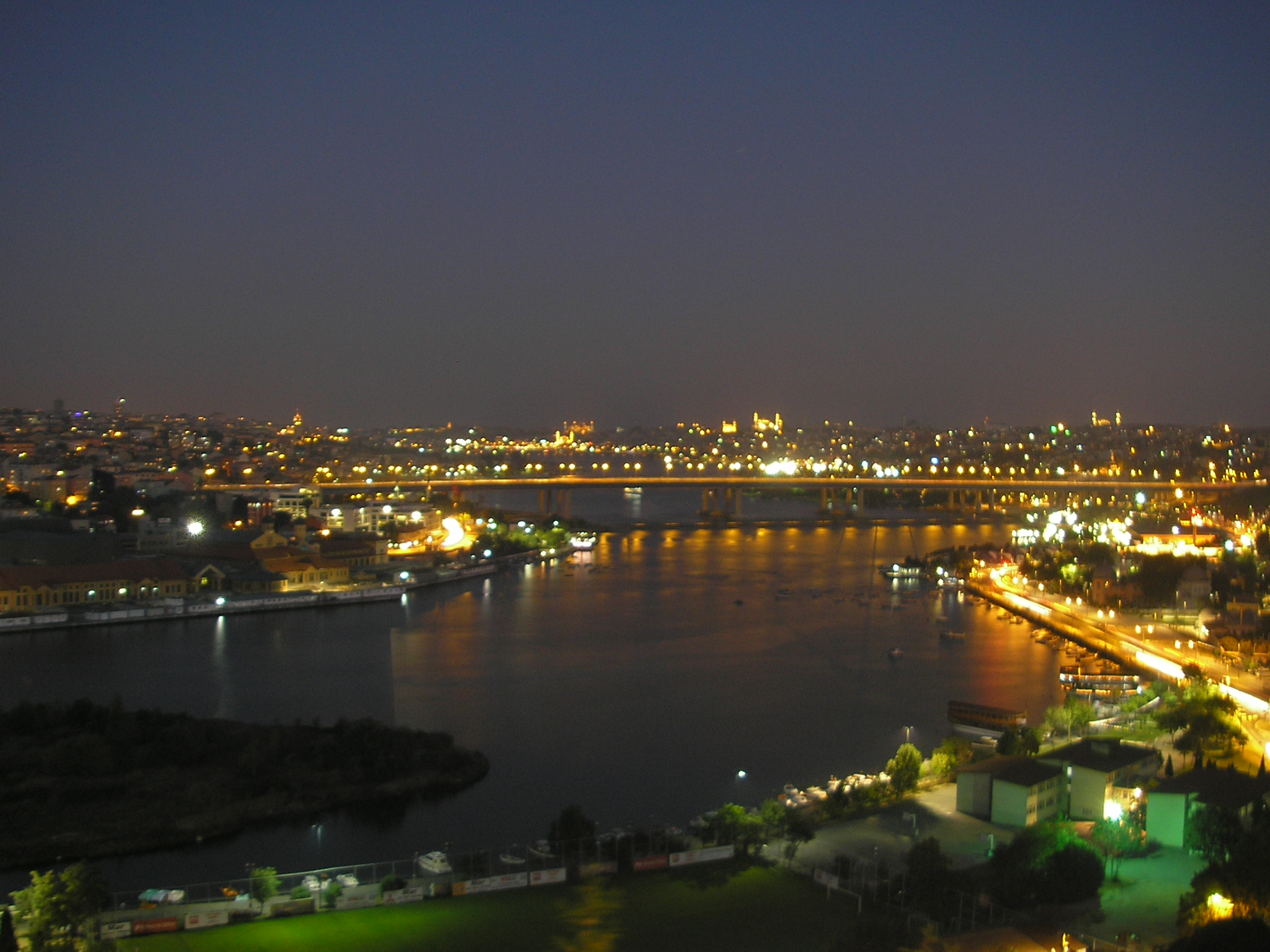
القرن الذهبي
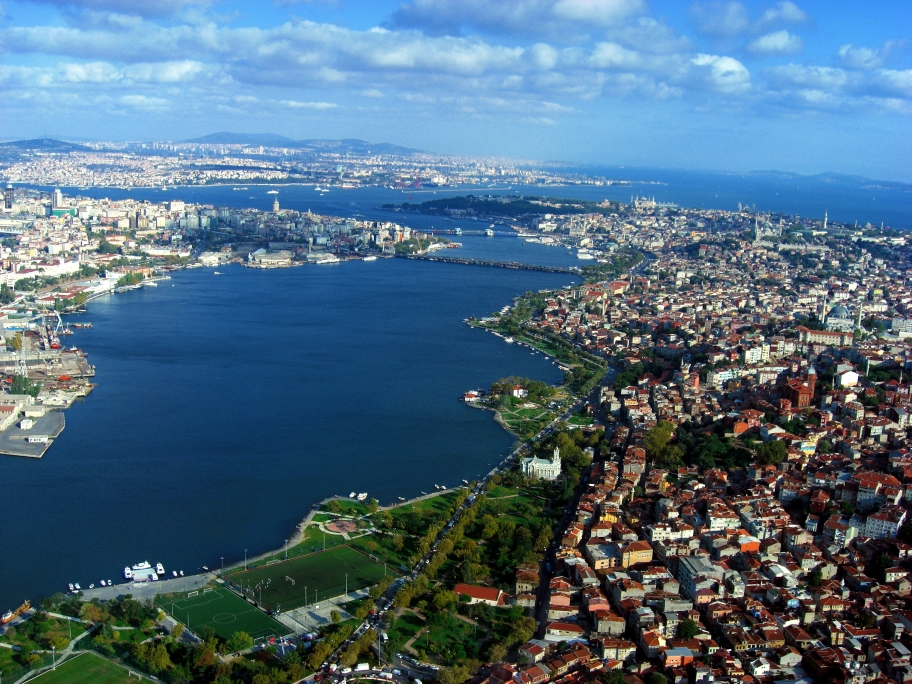
القرن الذهبي
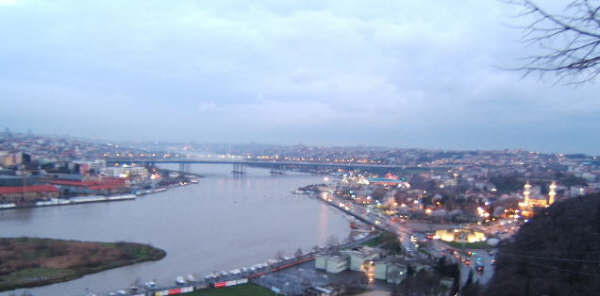
القرن الذهبي